# Ben Dixon
Ben Dixon (25. prosince 1934 Gaffney, Jižní Karolína, USA – 8. listopadu 2018) byl americký jazzový bubeník. Svou profesionální kariéru zahájil v roce 1955; hrál například se zpěvačkou Shirley Horn. V šedesátých letech pracoval jako studiový hudebník pro vydavatelství Blue Note Records. Po většinu své kariéry pracoval jako sideman a své první album jako leader nazvané Say Yes to Your Best vydal až v roce 2000. Během své kariéry spolupracoval s mnoha hudebníky, mezi které patří Jack McDuff, Sonny Phillips, Grant Green, Lou Donaldson nebo Big John Patton.